# Мид, Ник (гребец)
Ник Мид (англ. Nick Mead; род. 12 марта 1995 года, Страффорд, Пенсильвания, США) — американский гребец, чемпион летних Олимпийских игр 2024.

## Биография
Родился 12 марта 1995 года в Страффорде, штат Пенсильвания. Племянник эксперта-международника Уолтера Рассела Мида. Греблей начал заниматься в Принстонском университете. Первую награду завоевал в 2017 году на чемпионате мира в Сарасоте, заняв в составе национальной восьмёрки второе место. На летних Олимпийских игр 2020 также выступал в восьмёрке, пришёл к финишу четвёртым. В 2023 году в составе уже четвёрки завоевал своё второе серебро чемпионатов мира. На летних Олимпийских игр 2024 также выступал в четвёрке и завоевал золото, первое для американской команды с 1960 года. На церемонии закрытия нёс флаг США вместе с пловчихой Кэти Ледеки.